# Jonathan Charles Frédéric
Jonathan Charles Frederick Clarence, né le 8 mars 1834 à Bluefields où il est mort le 8 juillet 1890, fut le sixième roi de la côte des Mosquitos de 1888 à 1890.
Écarté du trône et exilé au Belize en 1879 par son cousin, George V, il s’empare du pouvoir après le décès de ce dernier neuf ans plus-tard et organise son couronnement à Bluefields en mars 1889.

## Biographie

### Famille
Jonathan Charles Frederick est le second fils du roi George IV et de son épouse la reine Victoria Clarence. Cousins, ses parents sont tous deux les petits-enfants de George Frédéric Ier, premier roi des Mosquitos. Jonathan est également le petit-fils du roi Robert Charles Frédéric.
En 1865, à la mort de son père, son frère aîné, William Henry, accède au trône sous le nom de Guillaume Ier.

### Crise de succession et exil (1879-1886)
Le roi Guillaume Ier meurt le 5 mai 1879, d'alcoolisme à l'âge de 46 ans, sans descendance. En sa qualité de frère du roi, Jonathan apparaît comme l’héritier légitime au trône des Mosquitos. Mais le prince, impopulaire auprès des fonctionnaires et des membres de la classe dirigeante, se retrouve confronter à une opposition farouche. Les hauts dignitaires du royaume refusent de le reconnaître comme roi, et cèdent finalement le pouvoir à son cousin, George William Albert Hendy, lui-même petit-fils du roi Robert Charles Frédéric. Isolé et rejeté, Jonathan ne parvient pas à se faire proclamer roi légitime des Mosquitos, et se retrouve contraint à l’exil au Belize, sous la protection des Britanniques.
Après sept années de bannissement, le roi George William l’autorise à revenir dans le royaume en 1886, à la condition qu’il cesse de prétendre au trône. 

### Accession au trône
En octobre 1888, le roi tombe malade et tente de préparer sa succession en faisant reconnaître son neveu, Andrew Hendy (en) comme héritier légitime. De son côté, le prince Jonathan est parvenu à constituer autour de lui une véritable faction politique depuis son retour d’exil, et à rassurer les fonctionnaires de l’État en leur promettant une allègement des taux d’imposition. Les promesses du prince lui permettent de peser au sein du conseil royal, ce qui inquiète le roi George, qui finit par mourir le matin du 8 novembre 1888. 
Quelques heures après le décès du défunt roi, les hauts dignitaires rendent nul et non avenu le testament royal, écartant le prince Andrew Hendy de la succession, et reconnaissent officiellement Jonathan Charles Frédéric comme le souverain légitime de la côte des Mosquitos. 

### Décès et succession
Peu après son avènement, le roi Jonathan organise son couronnement qui a finalement lieu à Bluefields le 8 mars 1889. Apprécié par la population, le nouveau roi tente de faire oublier le règne de son prédécesseur, qu’il considère toujours comme un usurpateur.
Populaire, Jonathan Charles Frédéric sombre néanmoins dans l'alcoolisme et meurt de cette maladie, comme son frère aîné, le 8 juillet 1890 à l’âge de 56 ans, après un règne assez court. Son fils, Robert Henry, âgé de 17 ans, est proclamé roi, et un conseil de régence est mis en place par le vice-président du Conseil royal, Charles Patterson. Le jeune roi règne sous l’influence du Conseil, jusqu’à ce qu’il devienne majeur et prenne les pleins pouvoirs, le 6 septembre 1893.
Le 12 février 1894, le président nicaraguayen José Santos Zelaya assiège Bluefields, capitale du royaume, et annexe le territoire avec le Honduras, exilant ainsi les Clarence.